# Roma (Teksas)
Roma – miasto w Stanach Zjednoczonych, w stanie Teksas, w hrabstwie Starr.

## Demografia
Według przeprowadzonego przez United States Census Bureau spisu powszechnego w 2010 miasto liczyło 9 765 mieszkańców, co oznacza wzrost o 1,5% w porównaniu do roku 2000. Natomiast skład etniczny w mieście wyglądał następująco: Biali 98,9%, Afroamerykanie 0,1%, pozostali 1,0%.